# Baculites
Baculites (que significa "bastó de pedra") és un gènere extint de cefalòpodes ammonoïdeus per bé que tenen una conquilla gairebé recta i no espiralada com la dels ammonits típics. El gènere era de distribució cosmopolita en el Cretaci tardà i li va donar aquest nom Jean Baptiste Lamarck el 1799.

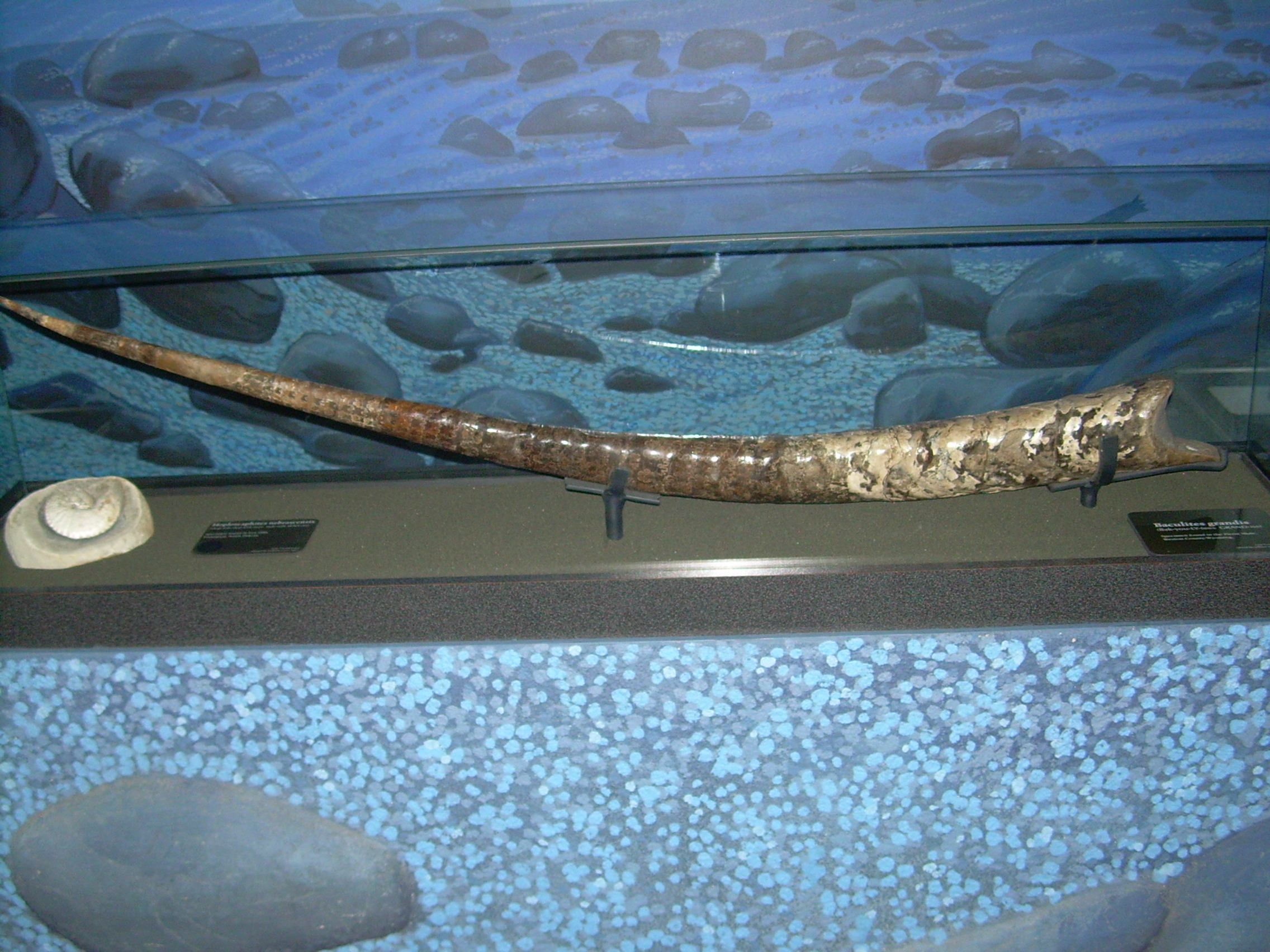
Una closca fòssil de Baculites grandis

## Taxonomia

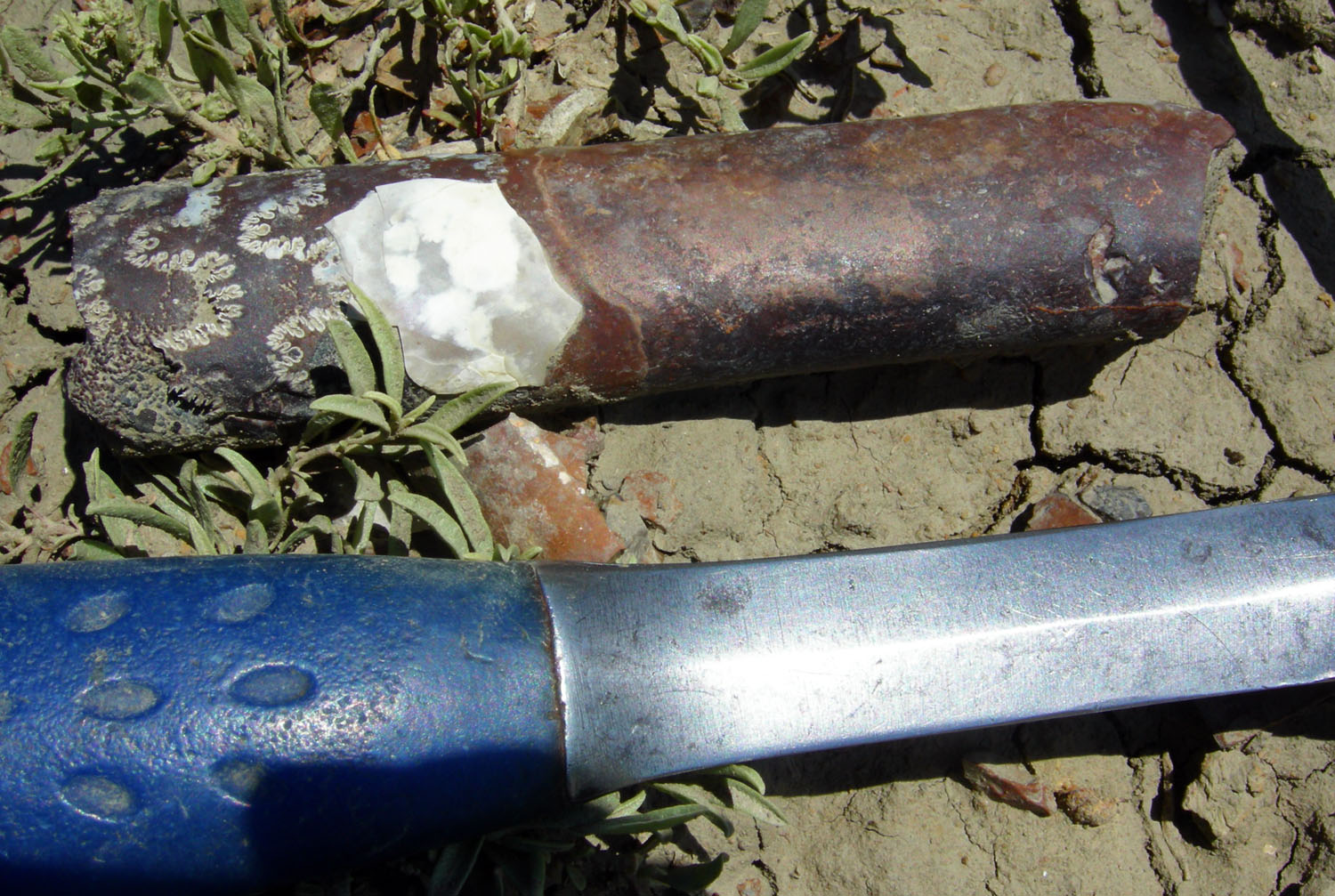
Baculites.

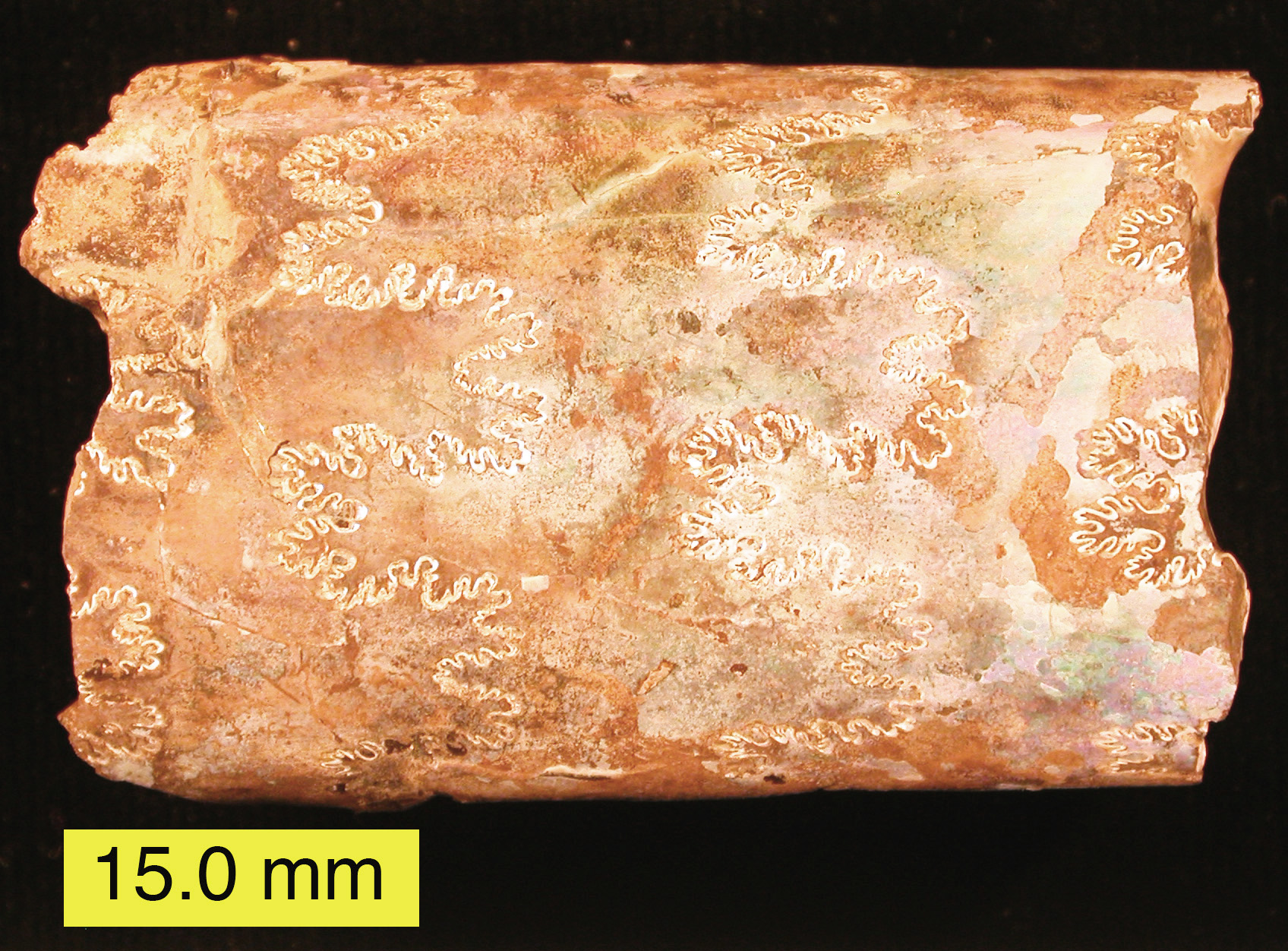
Baculites de Dakota del Sud.

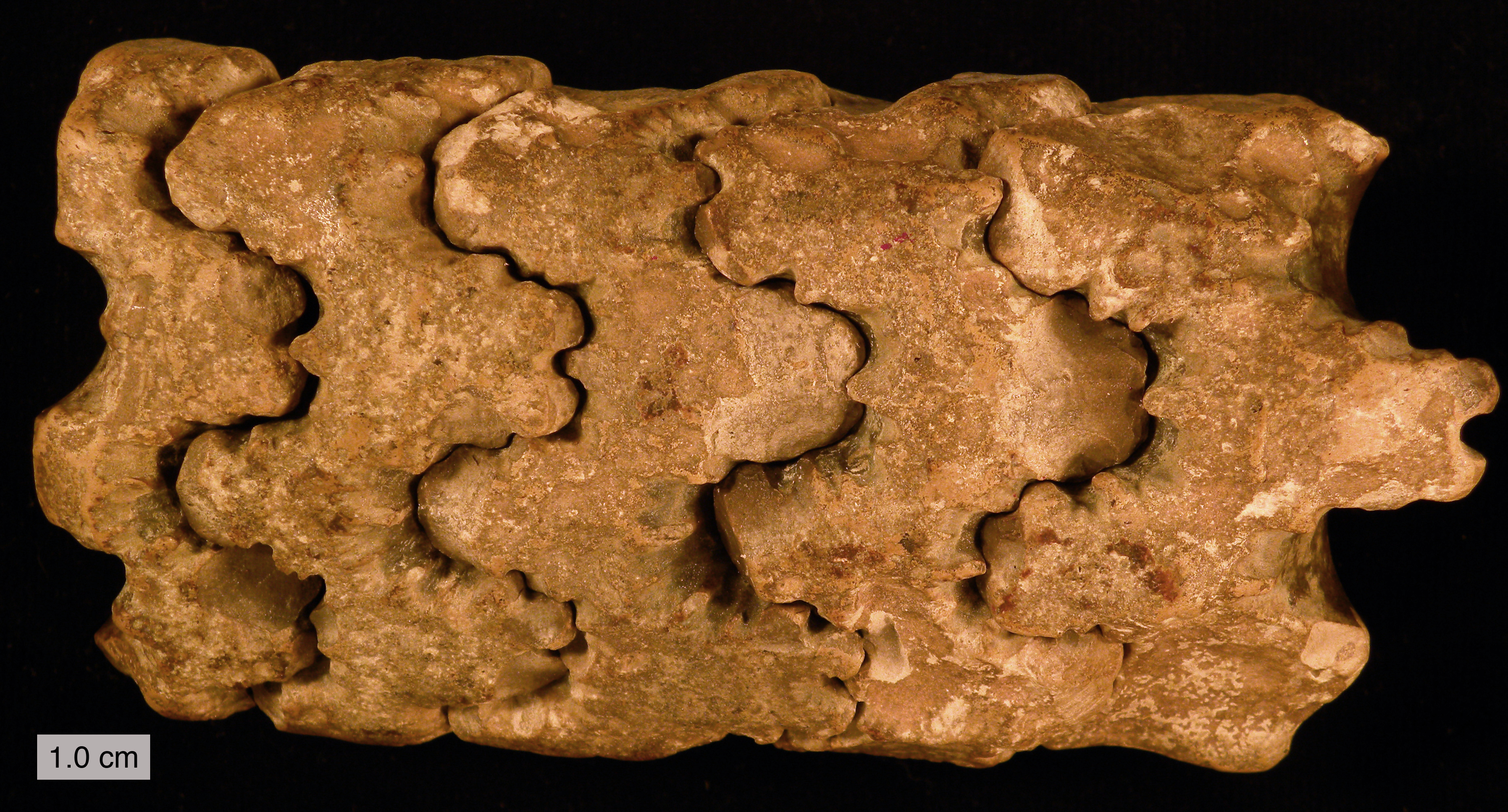
Baculites de Wyoming.

Nombroses espècies s'han designat des de 1799.
- Baculites anceps
- Baculites aquilaensis
- Baculites asper
- Baculites asperiformis
- Baculites baculus
- Baculites bailyi
- Baculites buttensis
- Baculites capensis
- Baculites chicoensis
- Baculites clinolobatus
- Baculites compressus
- Baculites crickmayi
- Baculites fairbanksi
- Baculites fuchsi
- Baculites grandis
- Baculites haresi
- Baculites incurvatus
- Baculites inornatus
- Baculites jenseni
- Baculites kirki
- Baculites knorrianus
- Baculites lechitides
- Baculites lomaensis
- Baculites mclearni
- Baculites meeki
- Baculites minerensis
- Baculites nugssuaqensis
- Baculites occidentalis
- Baculites obtusus
- Baculites ovatus
- Baculites pseudovatus
- Baculites rectus
- Baculites reesidei
- Baculites scotti
- Baculites subanceps
- Baculites teres
- Baculites undatus
- Baculites undulatus
- Baculites vaalsensis
- Baculites vertebralis